# 魔法のルージュ りっぷ☆すてぃっく
『魔法のルージュ りっぷ☆すてぃっく』（まほうのルージュ りっぷ すてぃっく）は、白夜書房製作の18禁アニメビデオ作品。1985年7月10日に発売。カラー25分/HiFi Stereo。発売から約27年後の2012年にデジタルリマスター版DVDも限定リリースされた。(後述) 
企画の「STUDIO ZAG・ART」（スタジオ・ザ・ガート）は、自主制作アニメも手がけた森野うさぎ主宰の同人サークル・スタジオ・アオーク（AWAKE）のメンバーを中心となっている。これに、当時『漫画ブリッコ』編集長だった大塚英志が加わり、メディアミックス企画として進められたため、『漫画ブリッコ』の関連商品扱いで発売されていた。

## 登場人物
姫野由魔（ユマ）
声 - 本多知恵子
本作の主人公で中学生の女の子。「萌中学校」(もえちゅうがっこう)に通学。
ミア
ユマが「リップスティック」を使って変身した姿。
リープ
声 - 伊倉一恵
リップスティックの中から登場した妖精。
トン
豚のセールスマン。宇宙人。
絵魔（エマ）
ユマの隣に住んでいる中学生の女の子。「萌中学校」(もえちゅうがっこう)に通学。
まなみ
エマが（もう一つのリップスティックを使って）変身した姿。
真（マコト）
エマのボーイフレンド。
ソープライダー・イコック（国道１号）
ユマが操縦するパワードスーツ。ローラーダッシュする描写があるなど何処となく『装甲騎兵ボトムズ』に似ている。

## スタッフ
- 企画：STUDIO ZAG・ART
  - 森野うさぎ
  - 豊島ゆーさく
  - 来留間慎一（久留間慎一）
  - くあTERO
  - ふじたゆきひさ
  - 町田知之
- 原案：大塚某（大塚英志）
- キャラクターデザイン：森野うさぎ、悶悶
- メカニカルデザイン：久留間慎一、白亜紀子
- 作画監督：森野某
- 作監補佐：居郷留
- 音響監督：本田保則（アーツ・プロ）
- 音響効果：伊藤克己（スワラ・プロ）
- 音楽制作：高橋良一（コマーシャル・ギャング・オブ・キティ）
- オープニングアニメ作画：有紀佳、ゼータひろくん
- チーフプロデューサー：童子郎
- プロデューサー：くあTERO（スタジオ・ザ・ガート）
- 背景：くらはし
- 絵コンテ（オープニング 絵コンテ）：I.N.U.（豊島ゆーさく）
- 演出：童子郎
- 絵コンテ（本編 絵コンテ）：森日高
- 作画：氷枕寝太郎、有紀佳、本谷利明、スタジオ王破綻、スタジオライス
- 動画：スタジオ ごま味
- 仕上：大日本スタジオ
- 制作協力：グループよっちゃん
- 制作：白夜書房、ミルキーズ・プロジェクト
- 著作：森野うさぎ・スタジオ・ザ・ガート (※ビデオ上はノンスーパー)

## 主題歌
「魔法! 口紅ルージュマジック」
作詞 - 森野うさぎ / 作曲 - 国山○○○ / 歌 - 大滝裕子

## メディア
- VHS/Beta - 品番：MC-001(VHS/Beta共)、収録時間：25分、カラー、hi-fi STEREO、定価：9800円。ビデオ倫理審査済No.：85578。
- DVD - 1985年のVHSソフト発売以来、約27年振りに森野うさぎの同人誌に添付される形でデジタルリマスター版を発売。枚数限定、6000円。
- フィルムストーリーブック - 編・森野うさぎ&STUDIO ZAG・ART、白夜書房・刊、980円。1986年2月25日発行。あさりよしとお、来留間慎一、白亜紀子、山本貴嗣、ありせみほなどが描き下ろしオリジナルイラストで参加している。
- ルージュの妖精 りっぷすてぃっく - 著・ものたりぬ（企画・大塚英志）、白夜書房・刊、680円。1985年11月1日発行。全3話のコミカライズ作品。